# Ruciane-Nida
Ruciane-Nida là một thị trấn thuộc huyện Piski, tỉnh Warmińsko-Mazurskie ở đông-bắc Ba Lan. Thị trấn có diện tích 17 km². Đến ngày 1 tháng 1 năm 2011, dân số của thị trấn là 4633 người và mật độ 271 người/km².